# 沃氏歧鬚鮠
沃氏歧鬚鮠，為輻鰭魚綱鯰形目倒立鯰科的其中一種，為熱帶淡水魚，分布於非洲幾內亞、獅子山、象牙海岸及賴比瑞亞淡水流域，體長可達18.5公分，棲息在底中層水域，生活習性不明。